# 飞吻

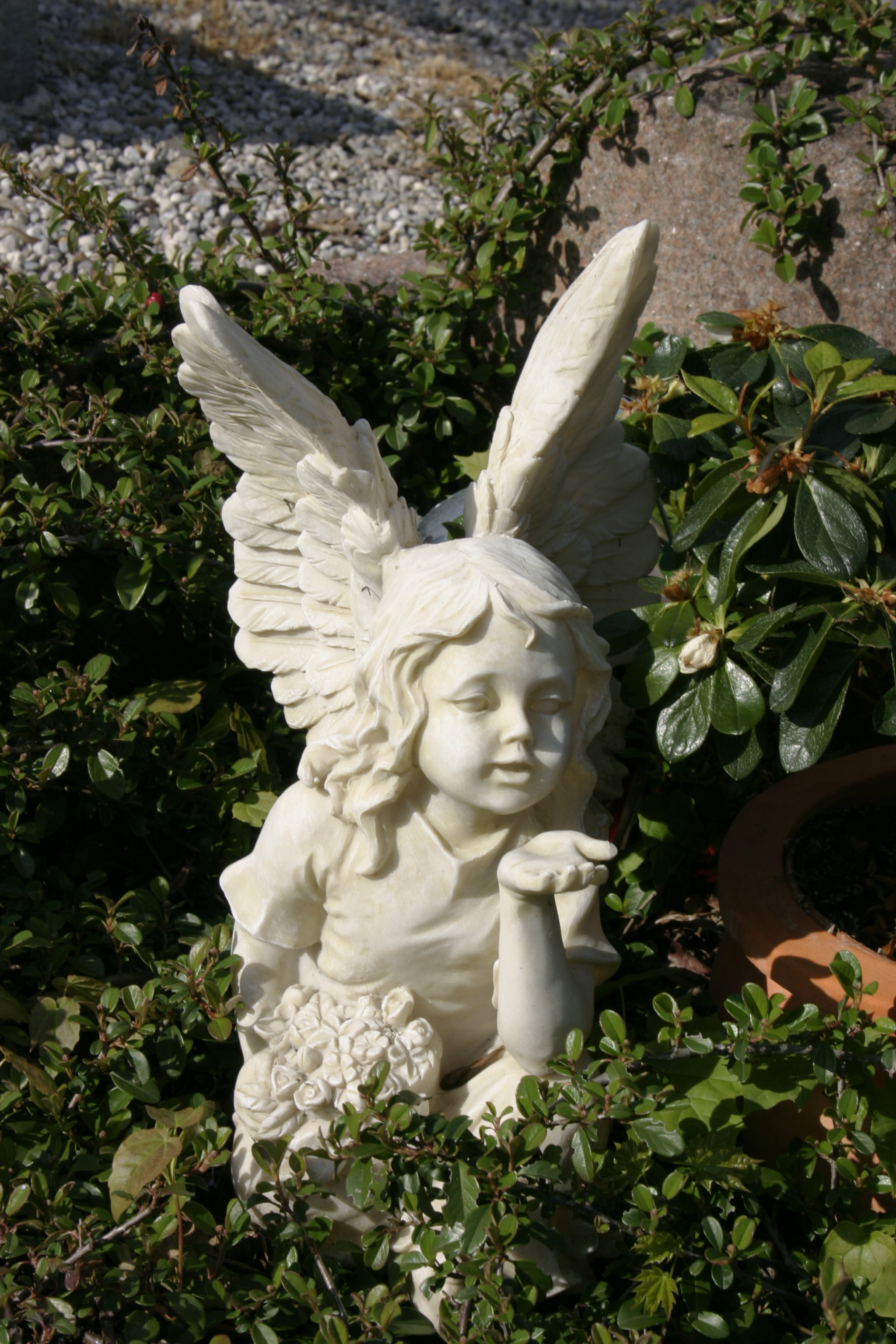
天使的飞吻

飞吻是一個意義上接近親吻的手势或仪式。在飞吻時，嘴形閉起類似親吻，但沒有實際的碰觸到別人的身體，有時也會配合手勢，飞吻時先親吻自己的手掌，再將手掌揮向對方。或是飞吻時將手掌平放在嘴的下方，再往外移動，有如將親吻往外傳遞一様。也有些飞吻是臉頰對臉頰的碰觸。
飞吻有時也會伴隨一個嘴唇發出的聲音。其狀聲詞mwah已登錄在韋氏字典中。

## 歐美文化

弗朗切斯科·托蒂在2000年歐洲國家盃中的飞吻

飞吻常見於歐美文化中，可以用來傳遞好感，常用在二人有一段距離，但可以看到彼此的情形，飞吻也常用在向一群人（例如影迷、歌迷）表示好感及謝意的情形下。
在北美或其他受北美影響的國家裡，飞吻有時會和名流或魅力模特兒有關。這種飞吻類似親吻臉頰，將嘴放在臉頰附近，可能有親到臉頰，也可能沒有。

## 東南亞
在印尼及馬來西亞，晚輩會用飞吻長者的手表示對長者恭敬問候。不過不是用嘴唇，而是用鼻子。
在菲律賓，年長者傳統上也會用類似方式親晚輩的臉頰，也就是在晚輩的臉頰旁用鼻子輕輕呼氣。

## 外部連結
- "How to Air Kiss", a video